# Svartkronad busktyrann
Svartkronad busktyrann (Neoxolmis coronatus) är en fågel i familjen tyranner inom ordningen tättingar.

## Utseende
Svartkronad busktyrann är en stor tyrann med svart på vingar och överst på huvudet. Den har vidare ett mörkt streck mellan ögonen och örontäckarna, vilket skiljer den från andra busktyranner i området.

## Utbredning och systematik
Fågeln häckar i södra Argentina och övervintrar i södra Bolivia, Paraguay samt längst ner i södra Brasilien. Den behandlas som monotypisk, det vill säga att den inte delas in i några underarter.

## Levnadssätt
Svartkronad busktyrann hittas i öppna gräsmarker. Där upptäcks den lätt där den sitter väl synligt på staket, tråfar, buskar och exponerade grenar i små träd. Ibland födosöker den även på marken.

### Släktestillhörighet
Tidigare placerades arten i släktet Xolmis, men genetiska studier visar att arterna inte står varandra närmast. Svartkronad busktyrann står istället nära kastanjegumpad busktyrann (Neoxolmis rufiventris) och har därför flyttats över till Neoxolmis.

## Status
Arten har ett stort utbredningsområde och beståndet anses vara stabilt. Internationella naturvårdsunionen IUCN listar den därför som livskraftig (LC).